# Fuente-Álamo
Fuente-Álamo – gmina w Hiszpanii, w prowincji Albacete, w Kastylii-La Mancha, o powierzchni 133,39 km². W 2011 roku gmina liczyła 2649 mieszkańców.